# Adelaide e Comingio
Adelaide e Comingio è un'opera in due atti di Giovanni Pacini, su libretto di Gaetano Rossi. La prima rappresentazione ebbe luogo al Teatro Re di Milano il 30 dicembre 1817.

## Trama
Come da tradizione del genere semiserio, l'opera, tratta da una trilogia di Giacomo Antonio Gualzetti fonde elementi tragici e buffi: così, il tema centrale, l'amore del Cavaliere di Comingio e di Adelaide, viene affiancato alle buffonesche figure di Lorenzo e del Maresciallo del Conte di Benavides, marito di Adelaide. Il giovane si presenta in casa del Conte come un pittore al fine di intrattenere una relazione con la ragazza; ma, quando il Conte scopre la tresca, il Cavaliere non si può esimere dal duello, durante il quale ferisce mortalmente il proprio nemico, per poi fuggire nel bosco; poco dopo apprende da Lorenzo che Adelaide è stata uccisa dal Conte morente. Al giovane non resta dunque che rinchiudersi in un ritiro.

## Struttura musicale
- Sinfonia

### Atto I
- N. 1 - Introduzione Non fate strepito... senza rumor (Lisaura, Alberico, Coro, Conte)
- N. 2 - Cavatina Ah che forse in tai momenti (Comingio)
- N. 3 - Terzetto Ecco là: sangue e poi sangue (Maresciallo, Lorenzo, Comingio)
- N. 4 - Coro Spiran più dolci e placide
- N. 5 - Cavatina Come provar quest'anima (Adelaide, Coro)
- N. 6 - Aria Se pietà potessi almeno (Conte)
- N. 7 - Duetto Per quelle lagrimette (Maresciallo, Adelaide)
- N. 8 - Duetto Mia cognata innamorò (Lorenzo, Maresciallo)
- N. 9 - Finale I La fama celebri (Coro, Adelaide, Comingio, Conte, Maresciallo, Lorenzo, Lisaura, Alberico)

### Atto II
- N. 10 - Duetto Deh! M'ascolta (Adelaide, Conte)
- N. 11 - Aria Era notte oscura, oscura (Maresciallo)
- N. 12 - Quintetto Tu lo sai quanto io t'amai (Comingio, Adelaide, Conte, Maresciallo, Lorenzo)
- N. 13 - Aria Ah s'è colpa un primo affetto (Adelaide, Coro)
- N. 14 - Finale II Fra queste tenebre voi che cercate (Coro, Comingio, Lorenzo)